# Brandon Gill
Brandon Gene Gill (Abilene, 26 febbraio 1994) è un politico statunitense, membro della Camera dei Rappresentanti per lo stato del Texas dal 2025.

## Biografia
Brandon Gill nacque in una base dell'Air Force in cui suo padre prestava servizio come pilota e crebbe in un ranch ad Abilene. Frequentò il Dartmouth College, dove diresse il giornale studentesco conservatore The Dartmouth Review e si laureò con lode in storia ed economia. Dopo la laurea, lavorò nel settore della finanza come banchiere d'investimento a Wall Street. Sposò nel 2017 Danielle D'Souza, figlia del commentatore politico Dinesh D'Souza, noto per le sue teorie cospirazioniste. Nel 2018 fondò un sito web di informazione conservatore di estrema destra, DC Enquirer, politicamente schierato a favore di Donald Trump. Gill collaborò alla distribuzione del documentario di suo suocero del 2022 2000 Mules, un film politico che sosteneva che le elezioni presidenziali del 2020 fossero state truccate.
Quando il deputato in carica da ventidue anni Michael C. Burgess annunciò il suo ritiro, Gill dichiarò la propria candidatura per il suo seggio alla Camera dei Rappresentanti in occasione delle elezioni parlamentari del 2024. Ottenne il sostegno pubblico di Trump e dal senatore del Ted Cruz. Nelle primarie repubblicane affrontò svariati contendenti, tra cui Scott Armey, figlio dell'ex deputato Dick Armey. Gill si aggiudicò le primarie con oltre il 50% dei voti, evitando il ballottaggio, e vinse poi anche le elezioni generali con ampio margine a causa della forte tendenza repubblicana del distretto. All'età di trent'anni, Brandon Gill divenne il più giovane membro repubblicano del Congresso.
Dichiarò che il suo principale obiettivo politico sarebbe stato quello di "fortificare il confine" e aggiunse che avrebbe lottato contro la "militarizzazione del governo federale contro conservatori e cristiani". Temi chiave della sua campagna elettorale furono il contrasto all'immigrazione illegale e all'aborto, l'economia, la criminalità, l'energia, la difesa del secondo emendamento, la difesa di Israele, la "protezione dei bambini dagli interventi chirurgici di transizione di genere" e la "lotta al marxismo culturale nelle scuole".
In un evento ospitato dal New York Young Republican Club, Gill elogiò Daniel Penny, accusato di omicidio colposo per la morte del senzatetto afroamericano Jordan Neely quando quest'ultimo urlando minacciò i passeggeri di un treno della metropolitana dichiarando di essere pronto a morire o a uccidere. Penny lo immobilizzò ammanettandolo e esercitando con il ginocchio una pressione sul collo eccessiva, poi rivelatasi fatale, in attesa dell'arrivo delle forze dell'ordine. Gill asserì: "Penso che abbiamo bisogno di molti più Daniel Penny in questo paese, perché abbiamo troppi Jordan Neely".